# Mount Butters
Mount Butters är ett berg i Västantarktis. Nya Zeeland gör anspråk på området. Toppen på Butters är 2 530 meter över havet.
Terrängen runt Mount Butters är kuperad åt nordost, men åt sydväst är den bergig.